# Słobodiszcza (rejon wołogodzki)
Słobodiszcza (ros. Слободища) – wieś w Rosji, w rejonie wołogodzkim obwodu wołogodzkiego. W 2010 r. liczyła 3 mieszkańców.